# Jerzy Brzostek
Jerzy Brzostek (ur. 8 listopada 1930 w Warszawie) – polski magister inżynier komunikacji i budownictwa, działacz komunistyczny, wiceprezydent Warszawy (1975–1980), minister budownictwa i przemysłu materiałów budowlanych (1980–1981), generalny dyrektor Generalnej Dyrekcji Budowy Metra (1983–1991).

## Życiorys
Syn Antoniego i Anastazji. W 1955 ukończył specjalność komunikacja na Wydziale Inżynierii Lądowej i Komunikacji Politechniki Warszawskiej, a następnie został absolwentem Politechniki Szczecińskiej o specjalności budownictwo lądowe.
W latach 1951–1952 był zastępcą kierownika budowy w Przedsiębiorstwie Robót Kolejowych w Szczecinie. Następnie podjął pracę w Ministerstwie Komunikacji, a potem przez 6 lat kierował pracownią komunikacyjną w Biurze Projektów Budownictwa Komunalnego „Stolica”. W 1960 wstąpił do Polskiej Zjednoczonej Partii Robotniczej.
Od 1960 do 1962 był dyrektorem Biura Studiów i Projektów Komunikacyjnych w Warszawie. Następnie pełnił funkcję dyrektora Wydziału Komunikacji Urzędu Miasta i dyrektora Biura Planowania Rozwoju Warszawy w latach 1972–1973. 15 maja 1973 podczas sesji Rady Narodowej m.st. Warszawy został zastępcą przewodniczącego prezydium tej rady. W latach 70. przez trzy kadencje pełnił funkcje partyjne w egzekutywie Komitetu Zakładowego PZPR. Ponadto był członkiem Komisji Transportu Komitetu Centralnego PZPR i członkiem Komisji Budownictwa Komitetu Wojewódzkiego PZPR.
Od 15 listopada 1975 do 21 listopada 1980 był wiceprezydentem Warszawy, a od 21 listopada 1980 do 25 września 1981 ministrem budownictwa i przemysłu materiałów budowlanych. Po wygłoszonej w styczniu 1982 przez Wojciecha Jaruzelskiego zapowiedzi budowy warszawskiego metra organizował Generalną Dyrekcję Budowy Metra. Od 15 lutego 1983 do 29 marca 1991 był jej generalnym dyrektorem.
Działacz Towarzystwa Urbanistów Polskich i Rady Głównej Naczelnej Organizacji Technicznej. Członek Rady Naukowej przy Ministerstwie Komunikacji i Polskiej Akademii Nauk. Brał udział w Zarządzie Polskiego Związku Motorowego.

## Ordery i odznaczenia
- Krzyż Oficerski Orderu Odrodzenia Polski
- Krzyż Kawalerski Orderu Odrodzenia Polski
- Złoty Krzyż Zasługi
- Złota Odznaka honorowa „Za Zasługi dla Warszawy” (17 stycznia 1963)[5]
- Srebrna Odznaka honorowa „Za Zasługi dla Warszawy”
- oraz odznaczenia resortowe[2]